# Centrale nucléaire de Dimona
La centrale de Dimona est la centrale nucléaire du complexe nucléaire israélien situé dans le désert du Néguev, à 13 km au sud-est de Dimona et à 20 km à l'ouest de la Mer Morte, à 25 kilomètres à l'ouest de la Jordanie, à 75 kilomètres à l'est de l'Égypte, et à 85 kilomètres au sud de Jérusalem. Le site comprend non seulement une centrale nucléaire, mais encore d'autres installations essentielles au développement du programme nucléaire israélien.  Depuis 2021, selon l’imagerie satellitaire commerciale, d’importantes constructions ont eu lieu au Centre de recherche nucléaire du Néguev.
En Israël, le nucléaire militaire est un tabou qui relève plus de la doctrine stratégique que du secret technique. En dépit du témoignage de Mordechai Vanunu en 1986, le site est officiellement toujours demeuré secret.

## Collaboration avec la France
En 1957, un accord secret fut conclu entre la France et Israël pour la construction d'un réacteur nucléaire équivalent à la pile G1 de Marcoule (production de 10 à 15 kg de plutonium par an). La construction débuta l'année suivante, grâce à une assistance technique française encadrée par les Protocoles de Sèvres. Le complexe a été construit en dehors du régime d'inspection de l'Agence internationale de l'énergie atomique. Les autorités israéliennes font alors passer le site nucléaire pour une simple usine textile.
En 1959, Richard Kerry - père de John Kerry - est secrétaire d'ambassade à Oslo. Il rapporte alors plusieurs conversations sur la vente d'eau lourde par la Norvège à Israël.
En 1961, le général de Gaulle décide de terminer la construction du réacteur de Dimona et de cesser toute aide française concernant l’usine de séparation du plutonium.
En 1963, le réacteur de Dimona est mis en service, et Israël produit suffisamment de plutonium pour équiper l'armée israélienne d'une bombe atomique avant la guerre des Six Jours.

## Site secret
Israël reconnait l'existence de ce site mais refuse de communiquer sur son objectif militaire. Les informations sur ce site sont donc classées Secret défense par l’État israélien.

### Révélations dans le Sunday Times (1986)
En 1986, un technicien nucléaire Israélien, Mordechai Vanunu, révèle au journal anglais The Sunday Times des détails sur le programme nucléaire militaire israélien dont notamment des photographies prises à l'intérieur de la centrale de Dimona. Puis des agents du Mossad enlèvent Vanunu à Rome, ensuite il est jugé au Tribunal de Jérusalem et condamné en 1988 pour « trahison de secret d'État ». Il passe 18 années en prison et, depuis sa libération en 2004, il lui est interdit de prendre contact avec un étranger, de pénétrer dans une ambassade étrangère ou de participer à des discussions sur Internet, sans autorisation préalable. 30 ans après, il n'a toujours pas le droit de quitter le sol israélien.

## Structure de Dimona
Le réacteur nucléaire de Dimona est un réacteur à eau lourde alimenté en uranium naturel (non enrichi) qui utilise à la fois l'eau lourde et le graphite comme modérateurs nucléaires, et il est particulièrement efficace pour produire du plutonium car il peut être rechargé en état de marche. Il est conçu sur un modèle similaire aux piles atomiques françaises de Marcoule (G1) et de Saclay (EL2). En 1963, la puissance initiale du réacteur est de 24 à 26 mégawatts, puis elle est secrètement augmentée, d'abord jusqu'à 70 mégawatts puis 150 mégawatts.
Les activités techniques de fabrication, d'irradiation et de traitement du combustible nucléaire se concentrent sur le site de Dimona, dans le désert du Néguev. Toutefois, ce site reste mal connu du grand public, car il est soumis à un contrôle très strict et tout individu qui divulguerait des données relevant de la sécurité nationale risque des poursuites pénales.
Le site est défendu par des batteries de missiles Patriot en prévention de possibles frappes irakiennes entre 2002 et 2003, ainsi que depuis 2011 par le système de défense aérienne mobile israélien appelé Dôme de fer.
Au début des années 2000, de nombreuses inquiétudes ont été exprimées concernant la vétusté de ce réacteur vieux de 40 ans. En 2004, par mesure de prévention, les autorités israéliennes ont fait distribuer des tablettes d'iode aux habitants des environs.

### Instituts
L'organisation des locaux (selon un reportage de Alon Ben-David (en) de la chaîne de télévision israélienne Channel 10 basé sur les révélations de Vanunu) est une ligne d'instituts :
- Institut no 1 : le cœur du réacteur, recouvert d'un dôme en acier, d'une hauteur d'environ 20 mètres.
- Institut no 2 : un bâtiment à 2 étages de 60 mètres par 24, sans fenêtre. En sous-sol se trouvent 6 étages supplémentaires pour le traitement du combustible nucléaire usé, la séparation du plutonium et la production du tritium.
- Institut no 3 : fabrication des crayons de combustible nucléaire, et de lithium 6 utilisé pour les bombes.
- Institut no 4 : traitement des déchets radioactifs.
- Institut no 5 : gainage des crayons de combustible avec de l'aluminium.
- Institut no 6 : salle des machines (génératrice et turbine à vapeur).
- Institut no 8 : unité d'enrichissement de l'uranium par centrifugation.
- Institut no 9 : laboratoire expérimental d'enrichissement de l'uranium grâce à un procédé laser (brevet israélien).
- Institut no 10 : production d'uranium appauvri.

### Synagogue
En octobre 2012 est inaugurée une synagogue, financée notamment par le milliardaire américain Ira Rennert. Elle peut accueillir environ 300 personnes[réf. souhaitée].

## Accidents et incidents
Le 14 décembre 1966, un accident critique s'est produit dans l'unité no 36 de l'Institut 2 : un employé a été tué et une zone entière a été contaminée.
En 1967, pendant la guerre des Six Jours, un missile israélien a abattu un Mirage III israélien qui volait par inadvertance au-dessus de Dimona,.
En 1973, le vol 114 Libyan Arab Airlines était en train d'approcher l'espace aérien au-dessus du site de Dimona. Les chasseurs israéliens l'ont abattu après avoir échoué à le faire changer de route, tuant 108 passagers.
En 1990, un incendie a éclaté dans la centrale qui a dû être arrêtée pendant une longue période.
En 1994, de fortes pluies ont fait déborder l'eau de drainage du réacteur, suspectée d'être contaminée. Après avoir lancé une enquête, le ministre de l'environnement Yossi Sarid a admis lors d'une interview que le Premier ministre Yitzhak Rabin avait interdit la publication des résultats.
Selon Julius Malick, un employé du site qui a saisi la justice israélienne, des employés ont été soumis à des expériences en 1998 : on leur a donné des boissons contenant de l'uranium, sans supervision médicale et sans consentement écrit ni informations sur les risques encourus.
Le 8 mai 2002, une cinquantaine d'employés de la centrale atteints de cancers manifestent près du réacteur : ils accusent la direction d'avoir tenu secrets des incidents qui selon eux ont provoqué des cancers. La direction et l’État israélien nient la relation entre les cancers et la centrale, et refusent donc d'indemniser les salariés malades. Le 27 janvier 2003, un tribunal de Tel-Aviv a ordonné à la direction de la centrale de fournir à ses employés cancéreux et à leur famille des informations sur la radioactivité du site.
En juillet 2002, un député arabe israélien, élu sur la liste Arabe Unie, a demandé au gouvernement israélien de pouvoir inspecter la centrale afin de vérifier si les radiations émises étaient à l'origine d'une augmentation de cas de cancers parmi les bédouins Arabes israéliens vivant à proximité.
En 2004, les autorités israéliennes font distribuer par l'armée des tablettes d'iode aux habitants des environs.
En janvier 2012, la Commission israélienne de l'énergie atomique a décidé d'arrêter le réacteur, au moins temporairement, invoquant la vulnérabilité du site par rapport à d'éventuelles attaques iraniennes.

### Tirs de roquettes du Hamas (2012, 2014 et 2021)
En octobre 2012 et novembre 2012, le Hamas a tiré plusieurs roquettes sur la ville de Dimona et/ou son site nucléaire,.
En juillet 2014, trois roquettes Qassam de longue portée M-75 de fabrication palestinienne et provenant de Gaza sont tirées en direction du site nucléaire par les Brigades Izz al-Din al-Qassam. Selon l'armée israélienne, deux roquettes sont tombés dans des zones inhabitées sans faire de victimes humaines ou de dégâts matériels, et le système de défense anti-missile Iron Dome a intercepté la troisième. Le mouvement palestinien Hamas revendique le tir et ajoute qu'il visait « délibérément la centrale nucléaire ».
Le 12 mai 2021, le mouvement islamiste Hamas, au pouvoir à Gaza, a déclaré avoir tiré quinze roquettes en direction de la ville israélienne de Dimona, où se trouve un réacteur nucléaire. L'installation est cependant considérée comme bien protégée.

### Grève du personnel (2017)
À partir de février 2017, une grève débute au sein des employés de la centrale de Dimona qui réclament de meilleurs salaires. En août 2017, le chef de la Commission de l’énergie atomique israélienne demande au gouvernement de mettre en œuvre des mesures d’urgence permettant de contraindre les employés à retourner au travail. Puis le cabinet israélien autorise le gouvernement à réquisitionner les ingénieurs du réacteur nucléaire de Dimona pour mettre fin à cette grève.

## Déchets nucléaires
Depuis la mise en service du site de Dimona, des déchets radioactifs ont été enfouis à proximité de la centrale comme l'a détecté en juin 2000 le satellite américain Ikonos.
Fin 1996, le président du Parti socialiste mauritanien, Ahmed Ould Daddah, dénonce que le désert de Mauritanie est la décharge de déchets nucléaires israéliens.
En août 2003, la Syrie affirme que des unités spéciales de l’armée israélienne creusent des tunnels pour y stocker des déchets nucléaires dans le mont Hermon à l’intérieur des territoires syriens occupés. Début 2004, un officiel syrien aux Nations unies a accusé Israël d’enfouir des déchets nucléaires sur le Plateau du Golan occupé.
En 2007, un rapport officiel palestinien a accusé les autorités de l’occupation d'enterrer en Cisjordanie des milliers de tonnes de déchets des villes et colonies israéliennes, dont des déchets nucléaires, depuis plusieurs années.
En 2009, le ministre des Affaires étrangères syrien a accusé Israël d’enfouir des déchets nucléaires sur le plateau du Golan occupé dans les tunnels creusés sur le mont Hermon.
En 2011, le vice-ministre de la santé palestinien, Annan Masri, affirme que des Israéliens ont empêché les délégués internationaux de l'Organisation mondiale de la santé de venir en Israël pour enquêter sur l'impact sanitaire des déchets nucléaires sur les territoires palestiniens.

### Liens externes

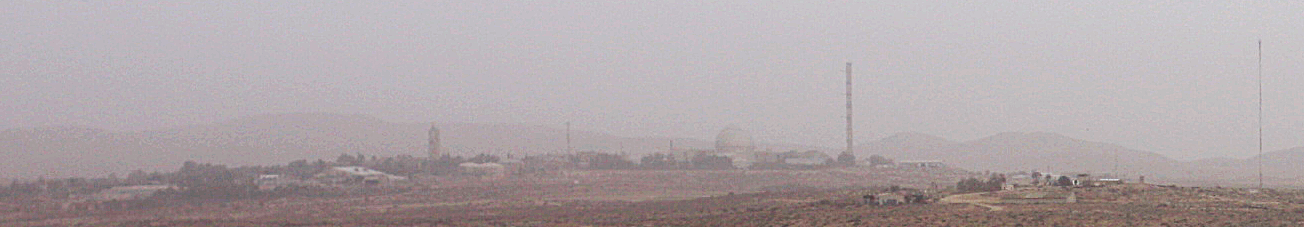
Le site nucléaire de Dimona